# Costa (sobrenome)

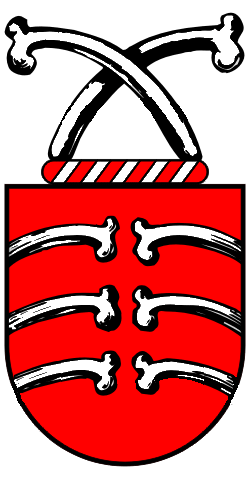
Brasão de Armas português da família Costa portuguesa.

Costa é um sobrenome originário e um dos mais populares da Itália, sendo difuso em Portugal, na França, na Espanha, na Suiça e nas regiões onde se registrou imigração de naturais destes países ao longo da História, como Brasil, Canadá, Estados Unidos e Argentina.

## Origem e difusão
O sobrenome poderia ser de origem toponímica, portanto retirado do nome de alguns municípios italianos e deriva do termo latino costa, ou seja, "costela lateral". Sétimo sobrenome por difusão na Itália, Costa é transportado por mais de 12.000 famílias italianas e está distribuído por todo o país, principalmente na Ligúria e na Sicília.

### Variantes
Da Costa, Dalla Costa, Della Costa, Di Costa.

### Família Portuguesa
O sobrenome identificava uma família da nobreza medieval portuguesa do século XIII. O brasão é representado por seis costelas de prata alinhadas em três faixas e dispostas em duas palas, firmadas nos flancos de um escudo vermelho.
Algumas famílias angolanas e brasileiras, possuem o sobrenome, mas que na verdade não diz respeito ao, nem descendem do original. São sobrenomes toponímicos referentes à costa marítima [carece de fontes?].